# ایروینگ جیکوب رویتر
ایروینگ جیکوب رویتر (انگلیسی: Irving Jacob Reuter; ۱ ژانویهٔ ۱۸۸۵ – ۱ ژانویهٔ ۱۹۷۲) مخترع و صنعت‌گر اهل ایالات متحده آمریکا بود.